# Scatopse major
Scatopse major är en tvåvingeart som beskrevs av Macquart 1826. Scatopse major ingår i släktet Scatopse och familjen dyngmyggor.
Artens utbredningsområde är Frankrike. Inga underarter finns listade i Catalogue of Life.